# Distretto elettorale di Khorixas
Il distretto elettorale di Khorixas è un distretto elettorale della Namibia situato nella Regione del Kunene con 12.566 abitanti al censimento del 2011. Il capoluogo è la città di Khorixas.